# Suara Merdeka
Suara Merdeka – indonezyjski dziennik regionalny wychodzący w mieście Semarang. Jego pierwszy numer ukazał się w 1950 roku. Nakład pisma wynosi 80 tys. egzemplarzy.
Pokrewna witryna internetowa SuaraMerdeka.com została uruchomiona w 1996 roku.